# Bildhauersymposion Villány

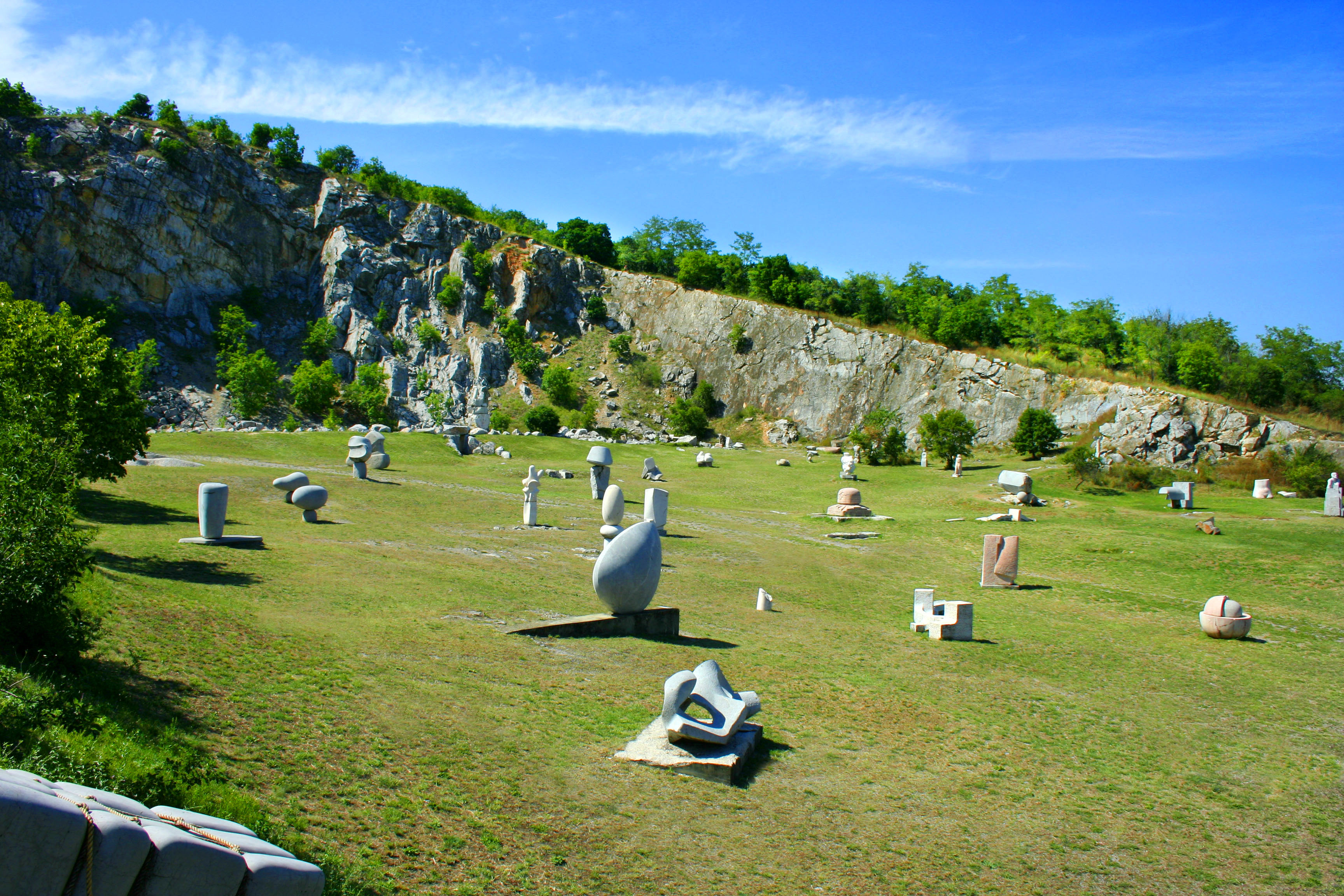
Überblick über den Skulpturenpark im Steinbruch

Das Bildhauersymposion Villány fand bei der Ortschaft Nagyharsány in der Nähe von Villány in Ungarn statt. Im Grunde müsste das Symposion nach diesem Ort benannt werden.

## Bildhauersymposium
Im Jahre 1968 fand das Bildhauersymposion als eine internationale Veranstaltung statt, an dem sowohl ungarische als auch internationale Bildhauer teilgenommen haben. Der Veranstaltungsort dieses Symposions ist ein aufgelassener Steinbruch im Villány-Gebirge im nordöstlichen Teil der Gemarkung, am Berg Nagyharsány-hegy, wo ein grauer Kalkstein abgebaut wurde.
Bildhauer, die daran teilnahmen, waren neben anderen:
- Mathias Hietz (Österreich), der Initiator der Bildhauersymposien Lindabrunn, die von 1967 bis 1997 stattfanden.
- Pierre Székely (Frankreich)
- Miloslav Chlupáč (Tschechien)
- Gyula Pauer (Ungarn)
- Bencsik István (Ungarn)
- Colin Foster (Großbritannien)
- Ido Maggi (Italien)
- Jan Timmer (Niederlande)
- Paula Salmela (Finnland)
- Elizabeth Juan (Österreich)
- Emanuela Camacci (Italien)
- Maekawa Yoshiharu (Japan)

Arbeiten der Bildhauer im Steinbruch
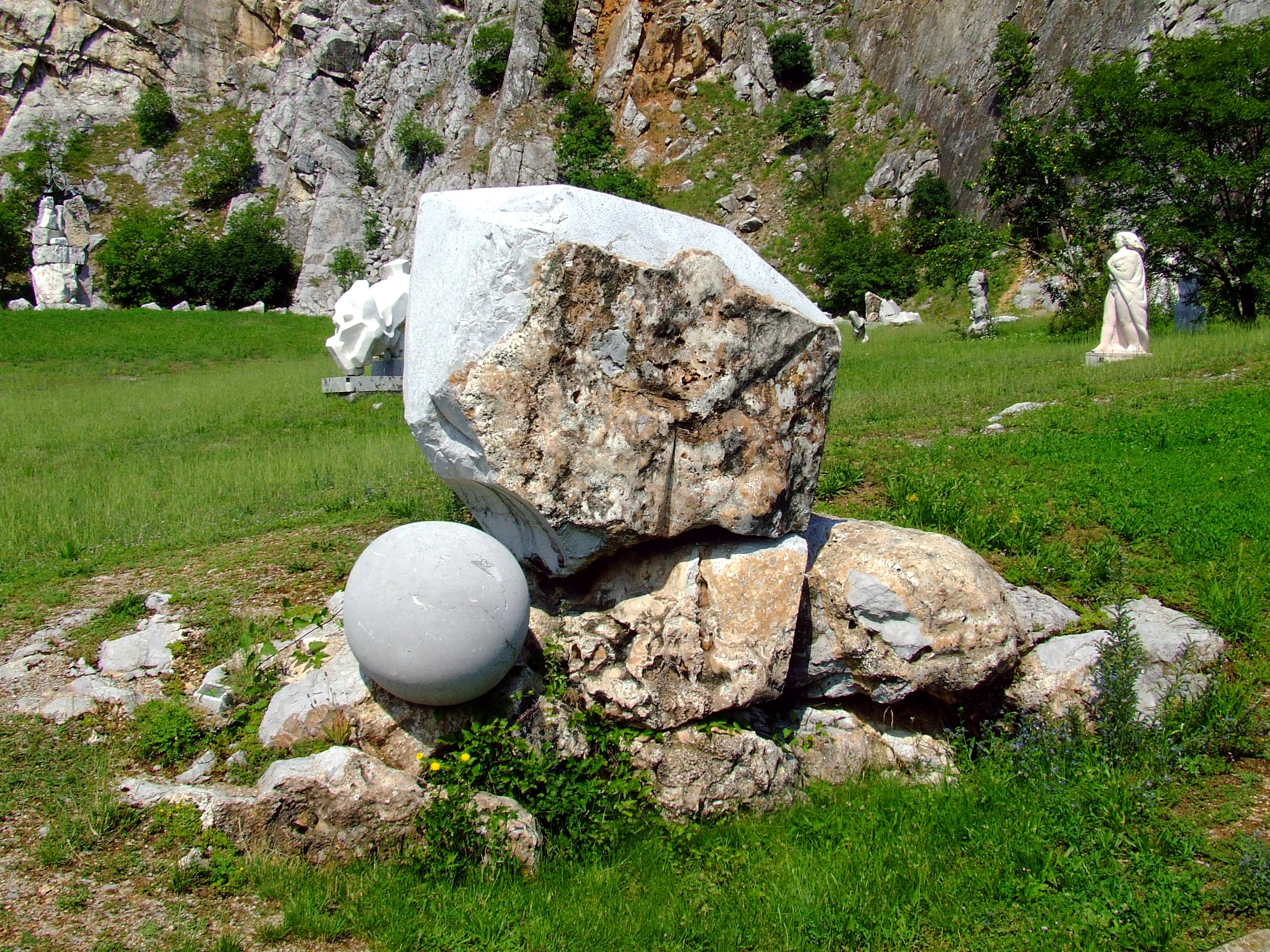
Mathias Hietz: Idee
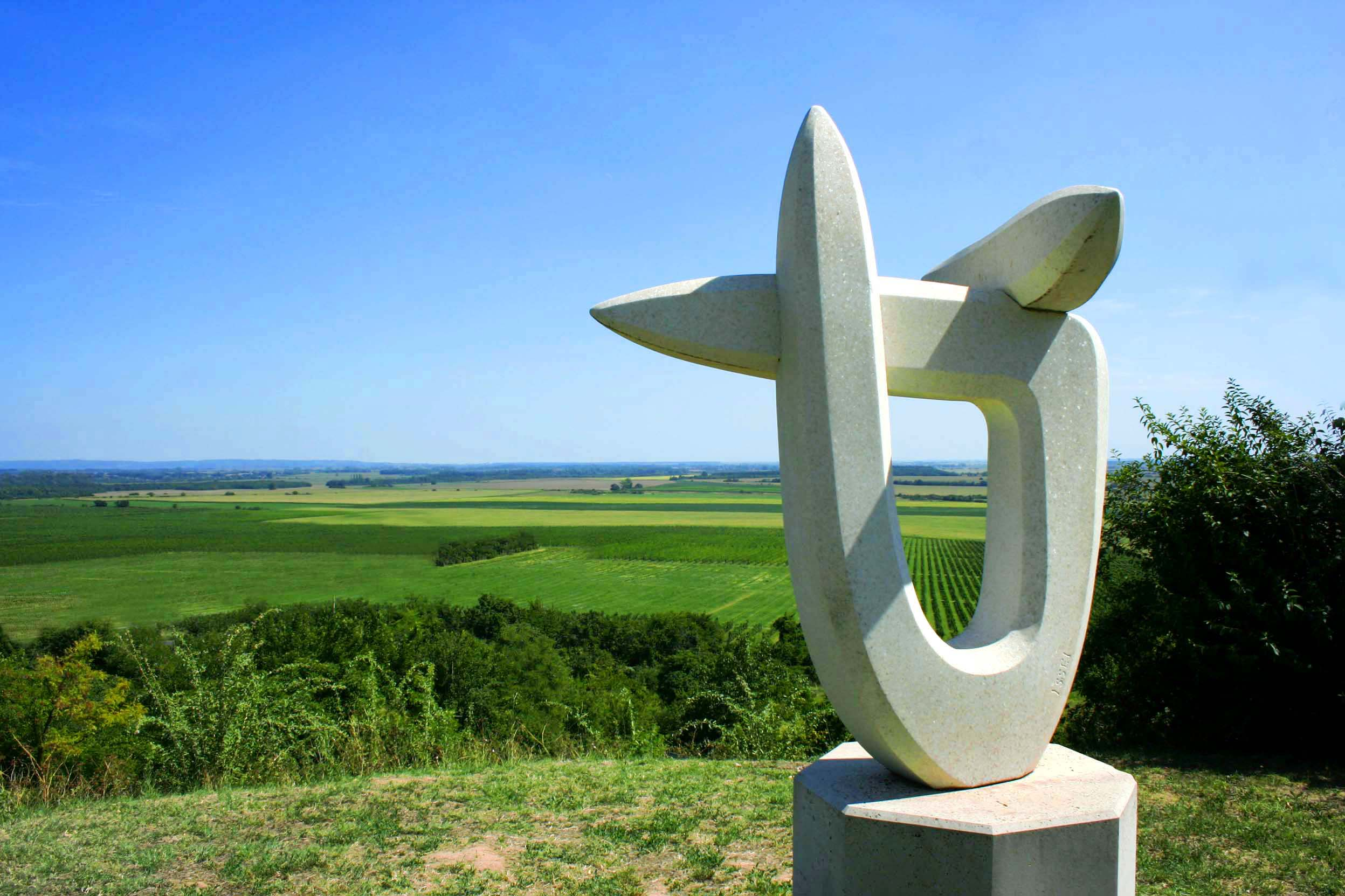
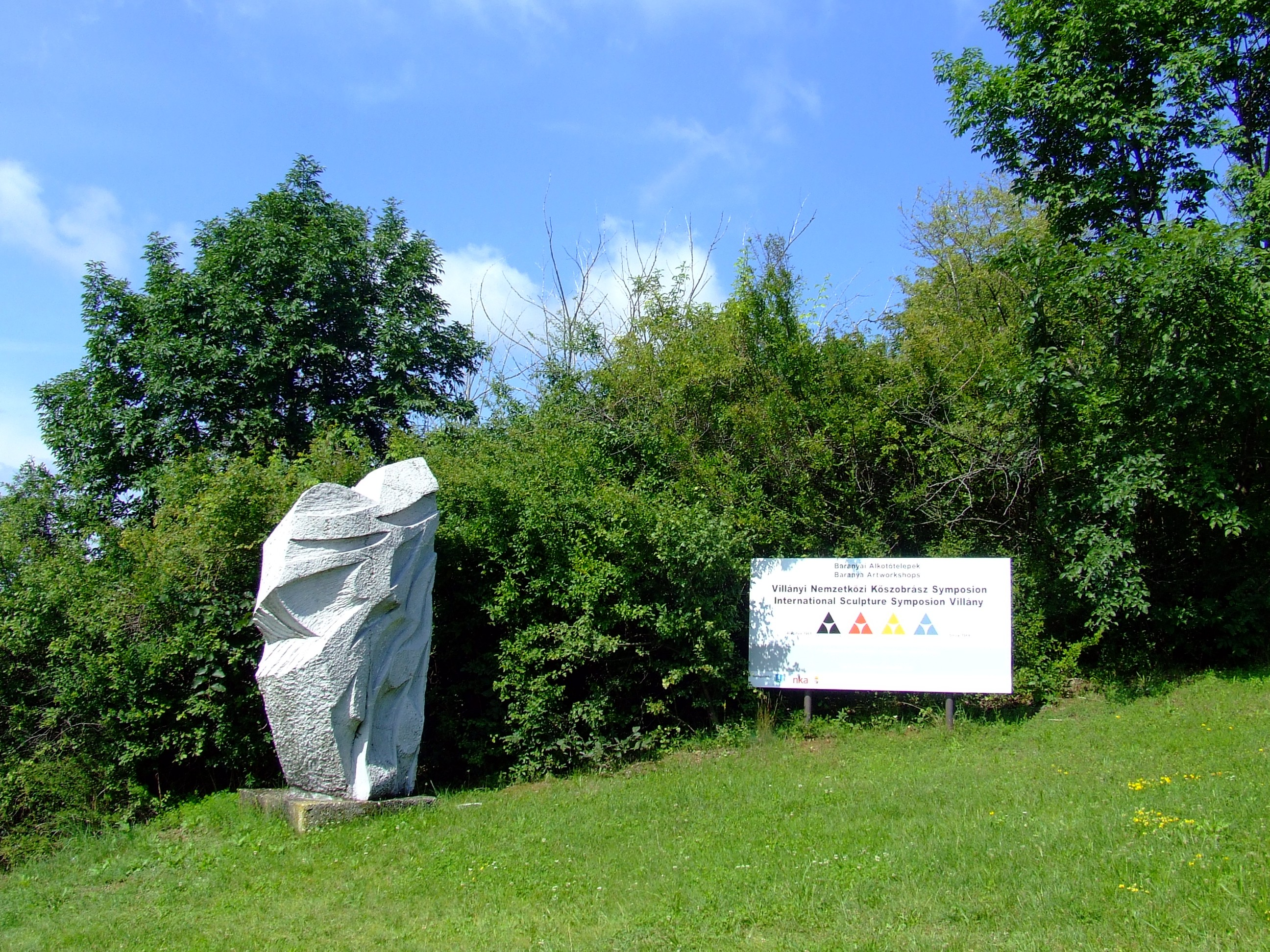
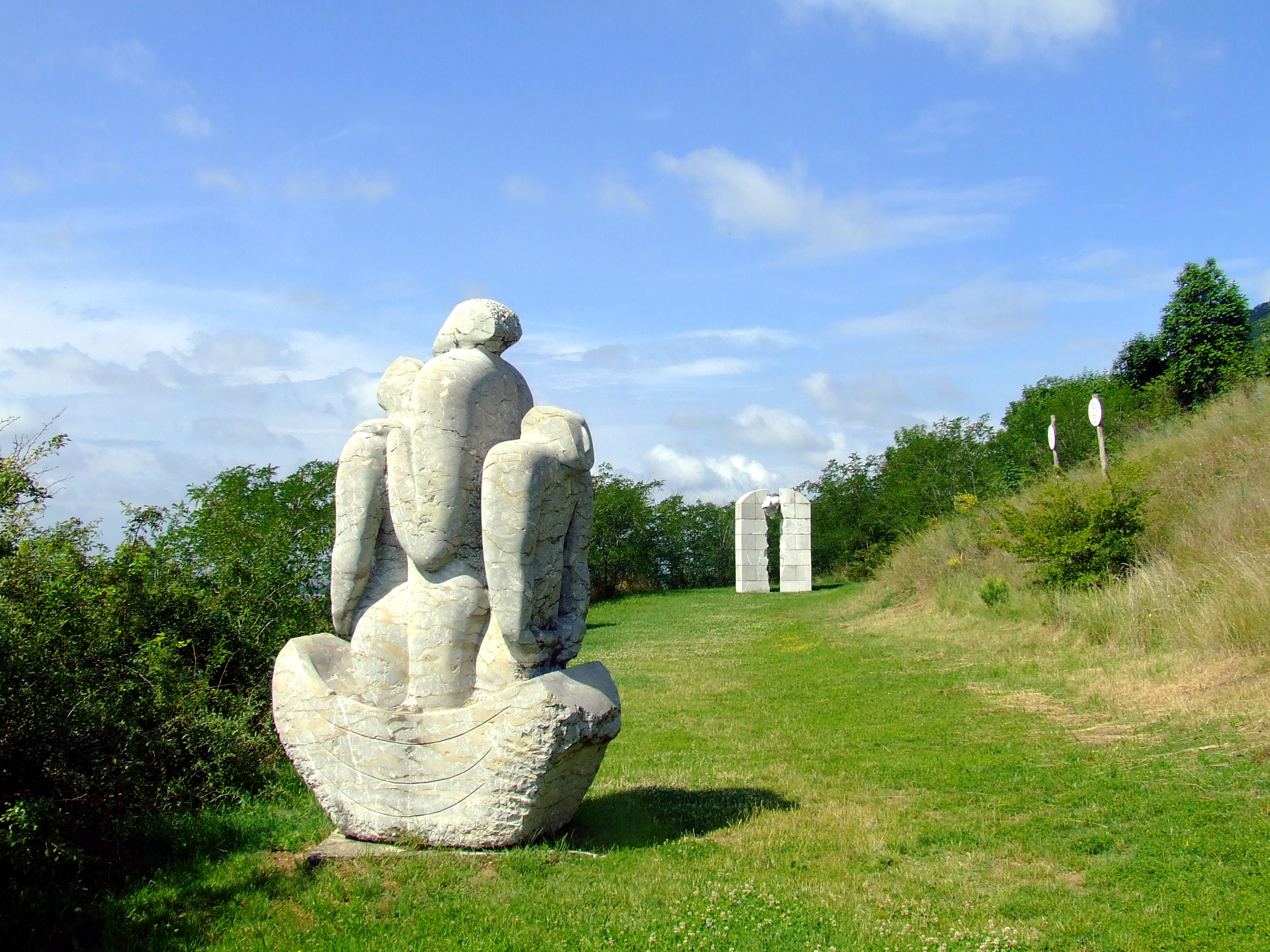
Colin Foster: Boot (1985)